# Negro Mágico
No cinema dos Estados Unidos, o Negro Mágico é um personagem coadjuvante que aparece em auxílio de protagonistas brancos em um filme. Personagens negros mágicos, que muitas vezes possuem uma visão especial ou poderes místicos, têm sido uma tradição na ficção americana.
Um tropo, o termo Negro Mágico foi popularizado em 2001 pelo diretor de cinema Spike Lee, enquanto discutia filmes com estudantes durante um passeio pelos campi universitários, no qual ele disse que Hollywood continuou a empregar essa premissa, expressando consternação. Ele também disse que os filmes The Green Mile e The Legend of Bagger Vance usaram o "negro super-mágico". Os críticos usam a palavra "Negro" (Negro Magical em inglês e não Black Magical: Preto Mágico) porque é considerada arcaica, e geralmente ofensiva, no inglês moderno. Isso reforça a mensagem de que um "personagem negro mágico" que anda por aí ajudando desinteressadamente os brancos é um retrocesso a estereótipos como o "Sambo" ou "nobre selvagem".

## Uso

### Ficção e cinema
O Negro Mágico é um tropo no cinema, televisão e literatura: o personagem é tipicamente, mas nem sempre, "de alguma forma externa ou internamente deficitário, seja por discriminação, deficiência ou restrição social". O negro é muitas vezes um zelador ou prisioneiro. O personagem muitas vezes não tem passado, mas simplesmente aparece um dia para ajudar o protagonista branco . Eles geralmente têm algum tipo de poder mágico, "um tanto vagamente definido, mas não o tipo de coisa que normalmente encontramos". O personagem é paciente e sábio, muitas vezes dizendo várias palavras de sabedoria, e está "mais perto da terra". O personagem também fará quase tudo, inclusive se sacrificar para salvar o protagonista branco, como exemplificado em The Defiant Ones, em que Sidney Poitier interpreta o protótipo do Negro Mágico. O crítico de cinema Matt Zoller Seitz afirmou que o tropo "pega um assunto que alguns brancos acham desagradável ou mesmo preocupante (o status dos negros ressentidos justificadamente em um país que, 50 anos após o início da luta moderna pelos direitos civis, ainda é administrado por, principalmente brancos) e o transforma em uma fonte de tranquilidade gentil". A crítica de cinema Audrey Colombe argumenta que o tropo foi perpetuado pela esmagadora indústria cinematográfica de sucesso de bilheteria branca. O diretor de cinema e escritor Spike Lee disse em 2001 que a indústria cinematográfica dominada pelos brancos "ainda está fazendo a mesma coisa... reciclando o nobre selvagem e o escravo feliz".
Os historiadores do racismo Francisco Bethencourt e John Beusterien traçam o tropo para as comédias de negros espanholas do final do século XV e início do século XVI e sua representação de "soldados salvadores" negros, que reforçam o estereótipo da suposta, maior força física dos africanos. Estes incluem El prodigio de Etiópia e El negro del mejor amo de Lope de Vega e El valiente negro en Flandes de Andrés de Claramonte.
Christopher John Farley, referindo-se ao negro mágico como "Magical African American Friends" (MAAFs) (Amigos Afro-Americanos Mágicos), diz que eles estão enraizados na ignorância dos roteiristas sobre os afro-americanos:
{{quote|Os MAAFs existem porque a maioria dos roteiristas de Hollywood não sabe muito sobre os negros além do que ouvem nos discos da estrela branca do hip-hop Eminem . Então, em vez de obter histórias de vida ou interesses amorosos, os personagens negros obtêm poderes mágicos.
O estereótipo do Negro Mágico serve como um dispositivo de enredo para ajudar o protagonista branco a sair de problemas, geralmente ajudando o personagem branco a reconhecer suas próprias falhas e superá-las  e ensinando-o a ser uma pessoa melhor. Embora o personagem possa ter poderes mágicos, a "magia é ostensivamente direcionada para ajudar e iluminar um personagem masculino branco". Um artigo em uma edição de 2009 da revista Social Problems afirmou que o Magical Negro (Negro Mágico) era uma expressão de perfil racial nos Estados Unidos:
Esses poderes são usados para salvar e transformar brancos desgrenhados, incultos, perdidos ou quebrados (quase exclusivamente homens brancos) em pessoas competentes, bem-sucedidas e satisfeitas dentro do contexto do mito americano de redenção e salvação. É essa característica do Negro Mágico que algumas pessoas acham mais preocupante. Embora de uma certa perspectiva o personagem possa parecer estar mostrando os negros de uma forma positiva, o personagem ainda está subordinado aos brancos. Ele ou ela também é considerado uma exceção, permitindo que a América branca goste de pessoas negras individuais, mas não da cultura negra.
Em 2001, Spike Lee usou o termo em uma série de palestras em campi universitários para criticar os papéis estereotipados e irreais criados para homens negros em filmes recentes na época, nomeando The Family Man (2000), What Dreams May Come (1998), The Legend of Bagger Vance (2000) e À Espera de um Milagre (1999) como exemplos. Falando sobre a hora e o lugar em que Bagger Vance se passa, ele disse:
"Os negros estão sendo linchados a torto e a direito, e Bagger Vance está mais preocupado em melhorar o swing de golfe de Matt Damon! ... Eu tenho que sentar; eu fico louco só de pensar nisso. Eles ainda estão fazendo a mesma coisa de sempre ... reciclando o nobre selvagem e o escravo feliz." Ele passou a discutir seu desejo de criar filmes mostrando pessoas negras fazendo todo tipo de coisa.
Em um livro publicado em 2004, o escritor Krin Gabbard afirmou que o personagem Oda Mae Brown no filme Ghost de 1990, interpretado por Whoopi Goldberg, era um exemplo de uma negra mágica.
Em 2012, o escritor Kia Miakka Natisse discutiu o ator Morgan Freeman interpretando papéis em conformidade com a forma do Negro Mágico, como "um médico que cria uma cauda protética para um golfinho (em Dolphin Tale ) e um mentor da CIA doente (em vermelho ) - em ambos os papéis, ele reprisa o tipo Negro Mágico, vindo para salvar o dia para seus colegas brancos em perigo. Alguém poderia argumentar que seu guru de gadgets em The Dark Knight Rises se encaixa sob o mesmo guarda-chuva." 
Chris Rock fez referências ao tropo em seu programa The Chris Rock Show, incluindo um crítico de The Legend of Bagger Vance, intitulado "Migger, the Magic Nigger ". Keegan-Michael Key e Jordan Peele, da MADtv e com a famosa série Key e Peele, seguiram o exemplo em ambos os shows com seus próprios esboços críticos do Negro Mágico.
O filme indie de 2019 Cold Brook, escrito e dirigido por William Fichtner, incluiu um negro mágico chamado Gil Le Doux, interpretado por Harold Perrineau. O papel era um fantasma preso a um século que foi salvo por dois homens de meia-idade que passavam por crises de meia-idade.

### Barack Obama
Em março de 2007, o crítico americano David Ehrenstein usou o título "Obama, o 'Negro Mágico'" para um editorial que escreveu para o Los Angeles Times, no qual descreveu a imagem de Barack Obama na cultura americana branca:
Ele está lá para aliviar a 'culpa' branca (ou seja, o "mínimo desconforto" que eles sentem) sobre o papel da escravidão e da segregação racial na história americana, enquanto substitui os estereótipos de um homem negro perigoso e altamente sexualizado por uma figura benigna para o qual o congresso sexualmente interracial não tem interesse... A única lama que ficou momentaneamente presa foi a crítica (branca e negra) sobre a suposta 'inautenticidade' de Obama, em comparação com exemplos tão límpidos de negritude "genuína" como Al Sharpton e Snoop Dogg. ... A fama de Obama agora tem pouco a ver com seu histórico político ... Como um super-herói de quadrinhos, Obama está lá para ajudar, por pura bondade de um coração que não precisamos conhecer ou entender. Pois como acontece com todos os Negros Mágicos, quanto menos real ele parece, mais desejável ele se torna. Se ele fosse real, a América branca não poderia projetar todas as suas fantasias de benevolência negra curativa nele.
Discutindo longamente o editorial de Ehrenstein, Rush Limbaugh em um ponto cantou as palavras "Barack, o negro mágico" ao som da música " Puff, the Magic Dragon ". Pouco depois, Paul Shanklin gravou uma música sobre Barack, o Negro Mágico, com a mesma melodia, que Limbaugh tocou várias vezes durante a temporada de eleições presidenciais de 2008. No Natal de 2008, Chip Saltsman, um político republicano e presidente do Partido Republicano do Tennessee, enviou um CD de 41 faixas contendo a música para membros do Comitê Nacional Republicano durante a eleição para presidência do Comitê Nacional Republicano . A campanha de Saltsman implodiu por causa da polêmica causada pelo CD, e ele desistiu da corrida.
Em maio de 2015, o crítico de teatro e cultura Frank Rich, relembrando a coincidência dos protestos de Baltimore em 2015 com o Jantar de Correspondentes da Casa Branca em Washington, DC, escreveu: primeiro presidente afro-americano, o Negro Mágico que de alguma forma se esperava que aliviasse uma nação fundada e construída sobre a escravidão dos fardos tóxicos de séculos de história." 